# I. e. 369
Évszázadok: i. e. 5. század – i. e. 4. század – i. e. 3. század
Évtizedek: i. e. 410-es évek – i. e. 400-as évek – i. e. 390-es évek – i. e. 380-as évek – i. e. 370-es évek – i. e. 360-as évek – i. e. 350-es évek – i. e. 340-es évek – i. e. 330-as évek – i. e. 320-as évek – i. e. 310-es évek
Évek: i. e. 374 – i. e. 373 – i. e. 372 – i. e. 371 –  i. e. 370 – i. e. 369 – i. e. 368 – i. e. 367 – i. e. 366 – i. e. 365 – i. e. 364

## Események

### Görögország
- Az Epameinondasz vezette thébai hadsereg feldúlja Spárta környékét. Rövid időre visszatérnek Árkádiába, majd délre vonulnak Messziniába, amelyet a spártaiak kétszáz évvel korábban hódítottak meg. Epameinondasz megkezdi Messzéné újjáépítését, igen erős erődítésekkel látja el és szerte Görögországból hazahívja a száműzött messzénéieket. A területének harmadát és helótanépességének felét adó régió elvesztése jelentős érvágás Spártának.
- Miután Epameinondasz visszatér Thébaiba, politikai ellenfelei perbe fogják azzal a váddal, hogy hosszabb ideig volt a hadsereg parancsnoka, mint azt a törvények megengedik. Epameinondasz azzal védekezik, hogy erre feltétlenül szükség volt a Spárta elleni háború miatt és a vádakat ejtik.
- Thébai katonai hegemóniájától félve Athén hagyományos ellenségével, Spártával szövetkezik.
- Makedóniában III. Amüntasz halála után fia, II. Alexandrosz lép a trónra. A fiatal királynak egyszerre kell szembenéznie az illír törzsek és a trónkövetelő Pauszaniasz támadásával. Alexandrosz az athéni Iphikratész segítségével legyőzi ellenfeleit.
- Pherai Iaszón meggyilkolása után fia, Alexandrosz lesz Thesszália türannosza. Zsarnoksága elől a larisszai Aeuladák nemzetsége Makedóniában keres menedéket. II. Alexandrosz segítségükkel átveszi az uralmat Larisszában és a környező városokban, de ígéretét megszegve helyőrséget helyez el bennük. Thébai erre ellenségesen reagál és Pelopidaszt küldi, hogy kiűzze Thesszáliából a makedónokat.
- Pelopidasz kényszeríti II. Alexandroszt, hogy adja fel az athéni szövetséget és Thébaival kössön szerződést. Ennek betartása érdekében túszokat is kell adnia, többek között öccsét, Philipposzt (Görögország későbbi meghódítóját).
- II. Ageszipolisz spártai király halála után helyét fivére, II. Kleomenész veszi át.

### Itália
- Rómában consuli jogkörű katonai tribunusok: Quintus Servilius Fidenas, Aulus Cornelius Cossus, Quintus Quinctius Cincinnatus, Gaius Veturius Crassus Cicurinus, Marcus Cornelius Maluginensis és Marcus Fabius Ambustus.

## Születések
- Csuang Csou, kínai taoista filozófus

## Halálozások
- II. Ageszipolisz spártai király
- Theaitetosz, görög matematikus
- Csou Lie-vang, a kínai Csou-dinasztia királya

## Fordítás
- Ez a szócikk részben vagy egészben  a(z)   369 BC című angol Wikipédia-szócikk ezen változatának fordításán alapul.  Az eredeti cikk szerkesztőit annak laptörténete sorolja fel. Ez a jelzés csupán a megfogalmazás eredetét és a szerzői jogokat jelzi, nem szolgál a cikkben szereplő információk forrásmegjelöléseként.